# Supersisters

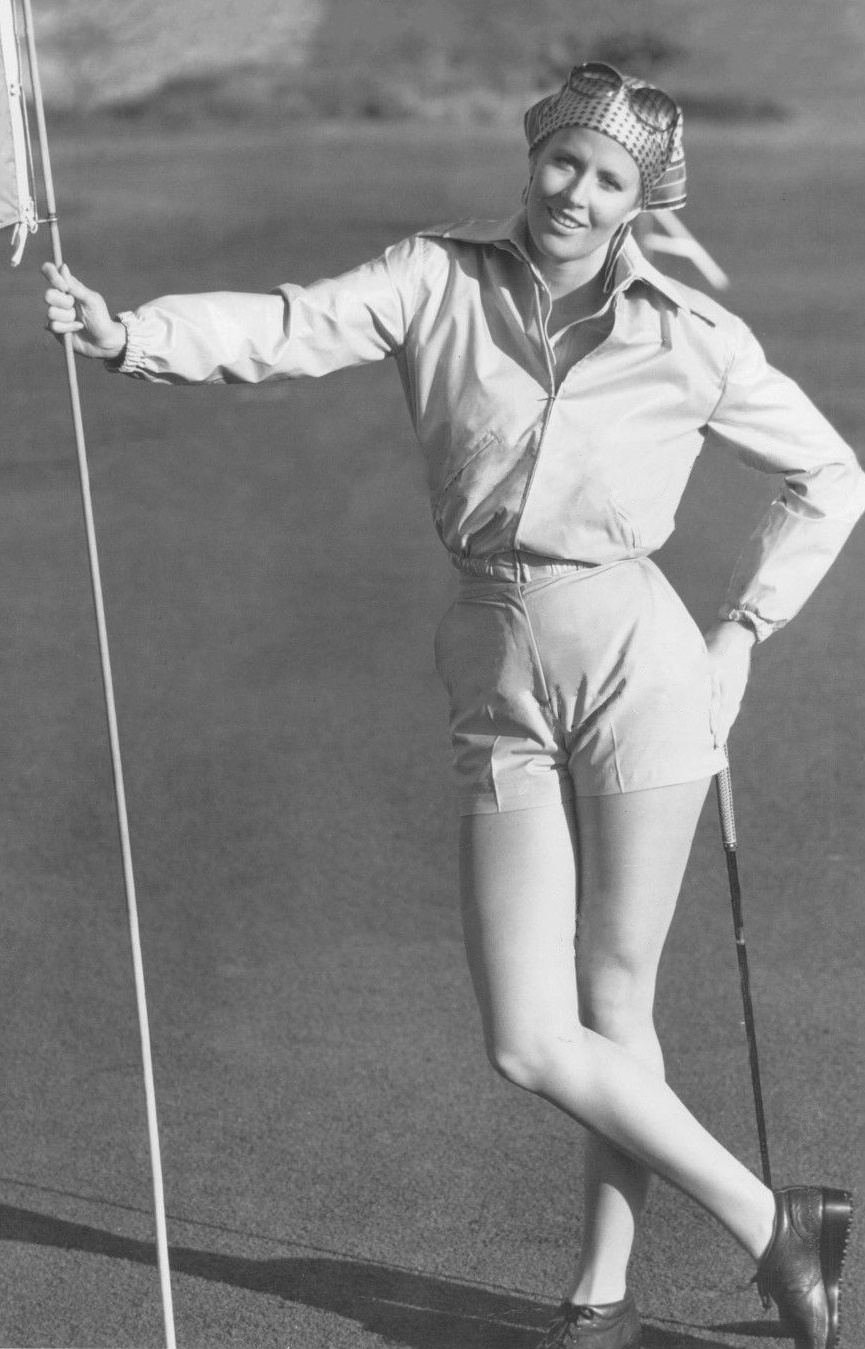
1976, retrato fotográfico en blanco y negro de Suzy Chaffee

Supersisters fueron un conjunto de 72 cartas coleccionables producidas y distribuidas en los Estados Unidos en 1979 por Supersisters, Inc. Representaban a mujeres famosas de la política, los medios de comunicación y el entretenimiento, la cultura, los deportes y otras áreas. Las tarjetas fueron creadas en respuesta a los populares cromos que los niños se intercambiaban en los Estados Unidos en ese momento, y que en su mayoría presentaban hombres.
Las cartas fueron creadas por Lois Rich de Irvington, Nueva York, y su hermana Barbara Egerman, de Ridgefield, Connecticut, maestra, bibliotecaria y fundadora de la sección de Ohio de la Organización Nacional para la Mujer. Concibieron las tarjetas en 1978, después de que la hija pequeña de Rich le preguntara por qué no había mujeres en los cromos intercambiables y de que Rich descubriera que los estudiantes de una escuela primaria local no eran capaces de nombrar a cinco mujeres famosas. Rich y Egerman recibieron una pequeña donación del Departamento de Educación del Estado de Nueva York y crearon una lista de casi 500 mujeres estadounidenses prominentes en diversos campos. Jane Fonda, Betty Ford, Rosalynn Carter y Ella T. Grasso no respondieron a su llamada o se negaron a participar. Entre las que respondieron, seleccionaron a 72 que pasaron a formar parte del conjunto de cartas coleccionables, incluidas Jane Pauley, Margaret Mead y Gloria Steinem. En 1981 ya habían vendido 15 000 juegos de cartas coleccionables, muchos de ellos a colegios y universidades.
Las reacciones al juego de cartas fueron mayoritariamente positivas, aunque recibieron algunas críticas que lo consideraban "erróneo" o "trivial". El juego de cartas coleccionables Supersisters está incluido en las colecciones del Museo de Arte Moderno y en la biblioteca de la Universidad de Iowa.
| #  | Nombre                  | Profesión                                                        |
| -- | ----------------------- | ---------------------------------------------------------------- |
| 1  | Suzy Chaffee            | Esquiadora olímpica                                              |
| 2  | Nancy Dickerson         | Periodista                                                       |
| 3  | Pat Schroeder           | Congresista de EE. UU.                                           |
| 4  | Margaret Chase Smith    | Senadora de EE. UU.                                              |
| 5  | Lynn D. Salvage         | Banquera                                                         |
| 6  | Sally J. Priesand       | Rabina                                                           |
| 7  | Letty Cottin Pogrebin   | Escritora                                                        |
| 8  | Bella S. Abzug          | US Congresswoman                                                 |
| 9  | Helen Reddy             | Cantante                                                         |
| 10 | Lois Gould              | Escritora                                                        |
| 11 | Sonia Manzano           | Actriz                                                           |
| 12 | Helen Thomas            | Periodista                                                       |
| 13 | Virginia Hamilton       | Escritora                                                        |
| 14 | Carla Anderson Hills    | Abogada, secretaria del Gabinete de los EE. UU.                  |
| 15 | Mary Louise Smith       | Presidente del Comité Nacional Republicano                       |
| 16 | Margaret Mead           | Antropóloga                                                      |
| 17 | Wendy Boglioli          | Nadadora olímpica                                                |
| 18 | Julie Harris            | Actriz                                                           |
| 19 | Rosie Casals            | Tenista                                                          |
| 20 | Elly Peterson           | Política                                                         |
| 21 | Mary Rose Oakar         | Congresista de EE. UU.                                           |
| 22 | Linda Winikow           | Senadora del estado de Nueva York                                |
| 23 | Lucinda Franks          | Periodista                                                       |
| 24 | Bonnie Tiburzi          | Primera mujer piloto en volar para una gran compañía de aviación |
| 25 | Leonor K. Sullivan      | Congresista de EE. UU.                                           |
| 26 | Caroline Bird           | Escritora                                                        |
| 27 | Rosa Parks              | Pionera de los derechos civiles                                  |
| 28 | Helen Stevenson Meyner  | Congresista de EE. UU.                                           |
| 29 | Doriot Anthony Dwyer    | Flautista                                                        |
| 30 | Lindy Cochran           | Esquiadora                                                       |
| 31 | Maxine Kumin            | Poeta                                                            |
| 32 | Gloria Steinem          | Escritora                                                        |
| 33 | Gladys Noon Spellman    | Congresista de EE. UU.                                           |
| 34 | Malvina Reynolds        | Cantante y compositora                                           |
| 35 | Eleanor Cutri Smeal     | Presidenta de laOrganización Nacional de Mujeres                 |
| 36 | Ann Carr                | Gimnasta                                                         |
| 37 | Laura Lee Ching         | Surfera                                                          |
| 38 | Shari Lewis             | Presentadora                                                     |
| 39 | Barbara A. Mikulski     | Congresista de EE. UU.                                           |
| 40 | Meredith Monk           | Compositora y coreógrafa                                         |
| 41 | Barbara Gardner Proctor | Publicista                                                       |
| 42 | Katharine Graham        | Editora                                                          |
| 43 | Ruby Dee                | Actriz                                                           |
| 44 | Marlo Thomas            | Actriz                                                           |
| 45 | Kathrine Switzer        | Escritora y atleta                                               |
| 46 | Miki Gorman             | Atleta                                                           |
| 47 | Barbara Ann Cochran     | Esquiadora olímpica                                              |
| 48 | Wendy Turnbull          | Tenista                                                          |
| 49 | Shirley M. Hufstedler   | Jueza federal, secretaria del Gabinete de los EE. UU.            |
| 50 | Kathy Johnson           | Gimnasta                                                         |
| 51 | Claudia Weill           | Directora de cine                                                |
| 52 | Jane Pauley             | Periodista                                                       |
| 53 | Janet Guthrie           | Piloto de carreras                                               |
| 54 | Debbie Gary Callier     | Piloto                                                           |
| 55 | Jane Alexander          | Actriz                                                           |
| 56 | Jane Trahey             | Publicista                                                       |
| 57 | Jane Cahill Pfeiffer    | Ejecutiva de televisión                                          |
| 58 | Cindy Nelson            | Esquiadora                                                       |
| 59 | Rhonda Schwandt         | Gimnasta                                                         |
| 60 | Jane Bryant Quinn       | Periodista                                                       |
| 61 | Sarah Weddington        | Abogada                                                          |
| 62 | Robin Morgan            | Escritora                                                        |
| 63 | Jackie Cassello         | Gimnasta                                                         |
| 64 | Cathy Rigby Mason       | Gimnasta olímpica                                                |
| 65 | Melanie Smith           | Jinete olímpica                                                  |
| 66 | Buffy Sainte-Marie      | Cantante                                                         |
| 67 | Natalie Dunn            | Patinadora                                                       |
| 68 | Cathy Carr              | Nadadora olímpica                                                |
| 69 | Leslie Uggams           | Actriz                                                           |
| 70 | Helen Hayes             | Actriz                                                           |
| 71 | Shirley Chisholm        | Congresista de los EE. UU.                                       |
| 72 | Ntozake Shange          | Poeta                                                            |